# 格朗日
格朗日（法語：Glanges，法語發音：[ɡlɑ̃ʒ]）是法国新阿基坦大区上维埃纳省的一个市镇，属于利摩日区。

## 地理
格朗日（45°40'13"N, 1°27'12"E）面积22.85 平方千米，位于法国新阿基坦大区上维埃纳省，该省份为法国中西部省份，北起顺时针与安德尔省、克勒兹省、科雷兹省、多爾多涅省、夏朗德省和维埃纳省接壤。
与格朗日接壤的市镇（或旧市镇、城区）包括：圣博内布里扬斯、利纳尔、罗瑟尔河畔圣热内斯、圣日耳曼莱贝勒、圣梅阿尔、布里扬斯河畔圣维特、布勒伊河畔维克、马尼亚克堡。

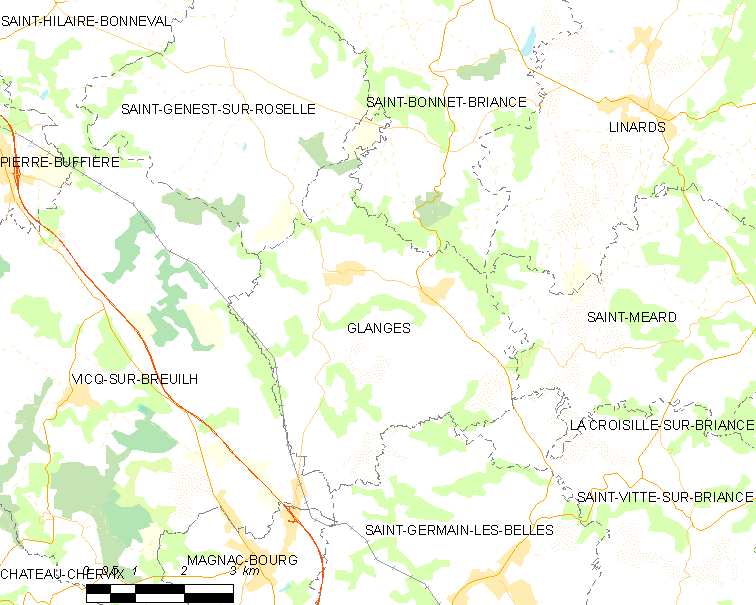
格朗日的OSM定位图

格朗日的时区为UTC+01:00、UTC+02:00（夏令时）。

## 行政
格朗日的邮政编码为87380，INSEE市镇编码为87072。

## 政治
格朗日所属的省级选区为埃穆捷县。

## 人口

1962-2008年间格朗日人口变化图示

格朗日于2022年1月1日时的人口数量为510人。